# N+ Foro
N+ Foro es un canal de televisión digital terrestre mexicano, perteneciente a TelevisaUnivision, enfocado principalmente a los noticieros.

## Historia
Foro TV inició sus transmisiones el 15 de febrero de 2010 en los sistemas SKY y Cablevisión a través del canal 115. El canal busca emular el éxito logrado por su antecesor ECO (que estuvo al aire de 1988 a 2001), compitiendo directamente con Azteca Noticias, CNI Canal 40 y Proyecto 40 (hoy ADN 40) de TV Azteca, Efekto TV, Telefórmula, CNN International y CNN en Español de CNN y Milenio Televisión de Grupo Firmas Globales.

Logo utilizado de 2010 a 2016 (con algunas variantes).

 El 30 de agosto, la estación XHTV-TV, canal 4 de la Ciudad de México, cambia completamente su programación para transmitir este canal, convirtiéndose así en la primera estación de televisión abierta en transmitir este canal y se convierte en la señal de origen del canal, señal que es retomada por distintos canales locales de la red Televisa Regional para retransmitir ciertos programas. Dos programas que formaban parte de la programación habitual de XHTV-TV, El Mañanero de Victor Trujillo en su personaje de Brozo, y Matutino Express, liderado por Esteban Arce, se integraron a la programación de Foro TV. 
El 17 de enero de 2018, el IFT autoriza el acceso de multiprogramación para llevar este canal de manera integra a través de varias estaciones en diversas ciudades del país a través de la multiprogramación de la TDT, ampliando la cobertura del canal como ya lo habían hecho sus competidores principales, ADN 40 y Milenio Televisión. De acuerdo con la empresa Televisa, a través de estas estaciones, la señal llega a 26 ciudades más.
Además de su programación habitual de noticieros, en su señal de TV abierta también son transmitidos eventos deportivos, tales como encuentros de las Grandes Ligas de Béisbol de Estados Unidos y partidos de la copa del mundo.
El 13 de septiembre de 2024, Foro vuelve a cambiar su nombre, añadiendo la insignia de su casa productora N+, llamándose a partir de ese día como N+ Foro.

## Retransmisión por televisión abierta
La señal en HD (1080i) solo está disponible en la estación XHTV-TDT, y es la única estación que tiene como canal virtual el 4.1 para esta señal. La señal no tiene un canal virtual asignado.

En el interior de la República Mexicana se trasmite como canal multiprogramado de algunas estaciones de Las Estrellas por el canal virtual 2.2 (con la excepción de la estación XHUAA-TDT de Tijuana, Baja California que tiene el canal virtual 19.2), así como de la estación XHJCI-TDT de Ciudad Juárez, Chihuahua en el canal virtual 8.2.
| Distintivo                                                                 | Canal digital | Población |
| -------------------------------------------------------------------------- | ------------- | --- |
| XHTV-TDT                                                                   | 15            | Ciudad de México y área metropolitana.                                                                            |
| Estaciones de Las Estrellas que transmiten N+ Foro como multiprogramación. |               | |
| XHBM-TDT                                                                   | 34            | Mexicali, Baja California.                                                                                        |
| XHUAA-TDT                                                                  | 22            | Tijuana, Baja California.                                                                                         |
| XHLPT-TDT                                                                  | 28            | La Paz, Baja California Sur.                                                                                      |
| XHCPA-TDT                                                                  | 34            | Campeche, Campeche.                                                                                               |
| XHSCC-TDT                                                                  | 16            | San Cristóbal de las Casas, Chiapas.                                                                              |
| XHFI-TDT                                                                   | 26            | Chihuahua, Chihuahua.                                                                                             |
| XHO-TDT                                                                    | 20            | Torreón, Coahuila.                                                                                                |
| XHBZ-TDT                                                                   | 16            | Colima, Colima.                                                                                                   |
| XHDI-TDT                                                                   | 21            | Durango, Durango.                                                                                                 |
| XHLGT-TDT                                                                  | 27            | León, Guanajuato.                                                                                                 |
| XHAP-TDT                                                                   | 32            | Acapulco, Guerrero.                                                                                               |
| XHCK-TDT                                                                   | 20            | Chilpancingo, Guerrero.                                                                                           |
| XHANT-TDT                                                                  | 32            | Autlán, Jalisco.                                                                                                  |
| XHGA-TDT                                                                   | 24            | Guadalajara y área metropolitana, Jalisco.                                                                        |
| XHTM-TDT                                                                   | 36            | Altzomoni, Estado de México. Pachuca, Hidalgo. Cuernavaca, Morelos. Puebla, Puebla. Ciudad de Tlaxcala, Tlaxcala. |
| XHTOL-TDT                                                                  | 19            | Toluca, Estado de México.                                                                                         |
| XHURT-TDT                                                                  | 30            | Uruapan y Morelia, Michoacán.                                                                                     |
| XHZMT-TDT                                                                  | 29            | Zamora, Michoacán.                                                                                                |
| XHTEN-TDT                                                                  | 28            | Tepic, Nayarit.                                                                                                   |
| XHX-TDT                                                                    | 23            | Monterrey y área metropolitana, Nuevo León. Saltillo, Coahuila.                                                   |
| XHHLO-TDT                                                                  | 31            | Huajuapan, Oaxaca.                                                                                                |
| XHBN-TDT                                                                   | 29            | Oaxaca de Juárez, Oaxaca.                                                                                         |
| XHZ-TDT                                                                    | 32            | Querétaro, Querétaro.                                                                                             |
| XHSLA-TDT                                                                  | 31            | San Luis Potosí y Rio Verde, San Luis Potosí.                                                                     |
| XHCDV-TDT                                                                  | 30            | Ciudad Valles, San Luis Potosí.                                                                                   |
| XHBT-TDT                                                                   | 23            | Culiacán, Sinaloa.                                                                                                |
| XHBS-TDT                                                                   | 25            | Los Mochis, Sinaloa. Ciudad Obregón, Sonora.                                                                      |
| XHOW-TDT                                                                   | 25            | Mazatlán, Sinaloa.                                                                                                |
| XHHES-TDT                                                                  | 23            | Hermosillo, Sonora.                                                                                               |
| XHGO-TDT                                                                   | 17            | Tampico, Tamaulipas.                                                                                              |
| XHAH-TDT                                                                   | 17            | Xalapa (Las Lajas), Veracruz.                                                                                     |
| XHTP-TDT                                                                   | 30            | Mérida, Yucatán.                                                                                                  |
| XHBD-TDT                                                                   | 16            | Zacatecas, Zacatecas. Aguascalientes, Aguascalientes.                                                             |
| Otras estaciones que transmiten N+ Foro como multiprogramación.            |               | |
| XHJCI-TDT                                                                  | 21            | Ciudad Juárez, Chihuahua.                                                                                         |

- - Estaciones con canal virtual 19.2.